# Hendrik Arent Hamaker
Hendrik Arent Hamaker est un orientaliste néerlandais, né à Amsterdam en 1789 et mort à Langbroek en 1835. 

## Biographie
Il apprit la plupart des langues principales de l'Europe et de l'Asie, acquit une connaissance approfondie de l'histoire et de la géographie de l'Orient et professa successivement l'arabe, le chaldéen et le syriaque à l'université de Franeker (1815) et à l'université de Leyde (1817). Il était un associé de Johannes Henricus van der Palm et Theodoor Willem Jan Juynboll était parmi ses élèves.
Hamaker, dont l'érudition était immense, a laissé la réputation d'un des premiers orientalistes des Pays-Bas. Il fit partie d'un grand nombre de sociétés savantes.

## Œuvres
Outre de nombreux mémoires insérés dans divers recueils, on a de lui :
- Oratio de religione muhammedica (Leyde, 1817-1818);
- Specimen catalogi codicum mss. orientalium bibliothecæ academiæ Lugduno Balavz (Leyde, 1820, in-4°), avec de précieuses remarques et d'intéressantes notices; (1820) Éditeur; Lugduni Batavorum : Apud S. et J. Luchtmans (Latin/Arabe) (archive.org)
- Diatribe philologico-critica monumentorum aliquot punicorum (Leyde, 1822);
- Commentalio ad locum Taky Eddini al Makrizi de expeditionibus a Græcis Francisque adversus Dimyatham (Amsterdam 1824, in-40), ouvrage plein de recherches;
- Takyoddini Ahmedis al-Makrizii narratio de expeditionibus a Graecis...par Aḥmad ibn ʻAlī Maqrīzī (مقريزي، أحمد بن علي), Hendrik Arent Hamaker; (1824) Éditeur ; apud Pieper & Ipenbuur ; (archive.org)
- Miscellanea Phœnica (Leyde, 1828, in-4°) ;
- Leçons sur l'utilité et l'importance de la comparaison grammaticale du grec, du latin et des idiomes germaniques avec le sanscrit (Leyde, 1834)